# Одинцово
Одинцо́во (рос. Одинцо́во) — місто в Росії, адміністративний центр Одинцовського району Московської області. Місто обласного підпорядкування.
Географічні координати: 55°40′ пн. ш. 37°18′ сх. д. / 55.667° пн. ш. 37.300° сх. д.

## Історія
Село Одинцово відоме з 1627. Свою назву село отримало по прізвиську боярина великого князя Дмитра Донського — Андрія Івановича Одинця, що жив в другій половині XIV століття: його маєток знаходився на нинішній території міста. Із спорудженням залізниці Москва — Смоленськ поряд із залізничною станцією виникло робітниче селище Одинцово.
В 1957 в селищі проживало вже 20,3 тис. осіб. 17 липня 1957 він був перетворений в місто з включенням в його межу селищ Красна Гора, Верхнє і Нижнє Утішне, Желєзнодорожний і села Яськино. У 1965 було ухвалено рішення про розширення меж міста: сюди увійшло село Одинцово і ряд сусідніх селищ і сіл.

## Економіка
Більша частина населення міста зайнята на підприємствах Москви. В Одинцово функціонують лакофарбний завод, завод вогнетривких виробів, є деревообробне, машинобудівні виробництва. Випускається емальований посуд. Кондитерська фабрика (випускає цукерки «Коркунов»). Завод металоконструкцій «Стромремонтналадка» компанії «СУ-155».

## Транспорт
У межі міста розташовані платформи Отрадне і Баковка, а також станція Одинцово Смоленського напрямку залізниці. Всі вони обладнані турнікетами. Поруч мікрорайону «Кутузовський» також розташована платформа Трьохгорка, не обладнана турнікетами.

## Освіта
У місті функціонує ряд вищих навчальних закладів, зокрема Одинцовська філія Московського психолого-соціального інституту, Одинцовський гуманітарний інститут, Одинцовська філія Міжнародного юридичного інституту

## Визначні пам'ятки

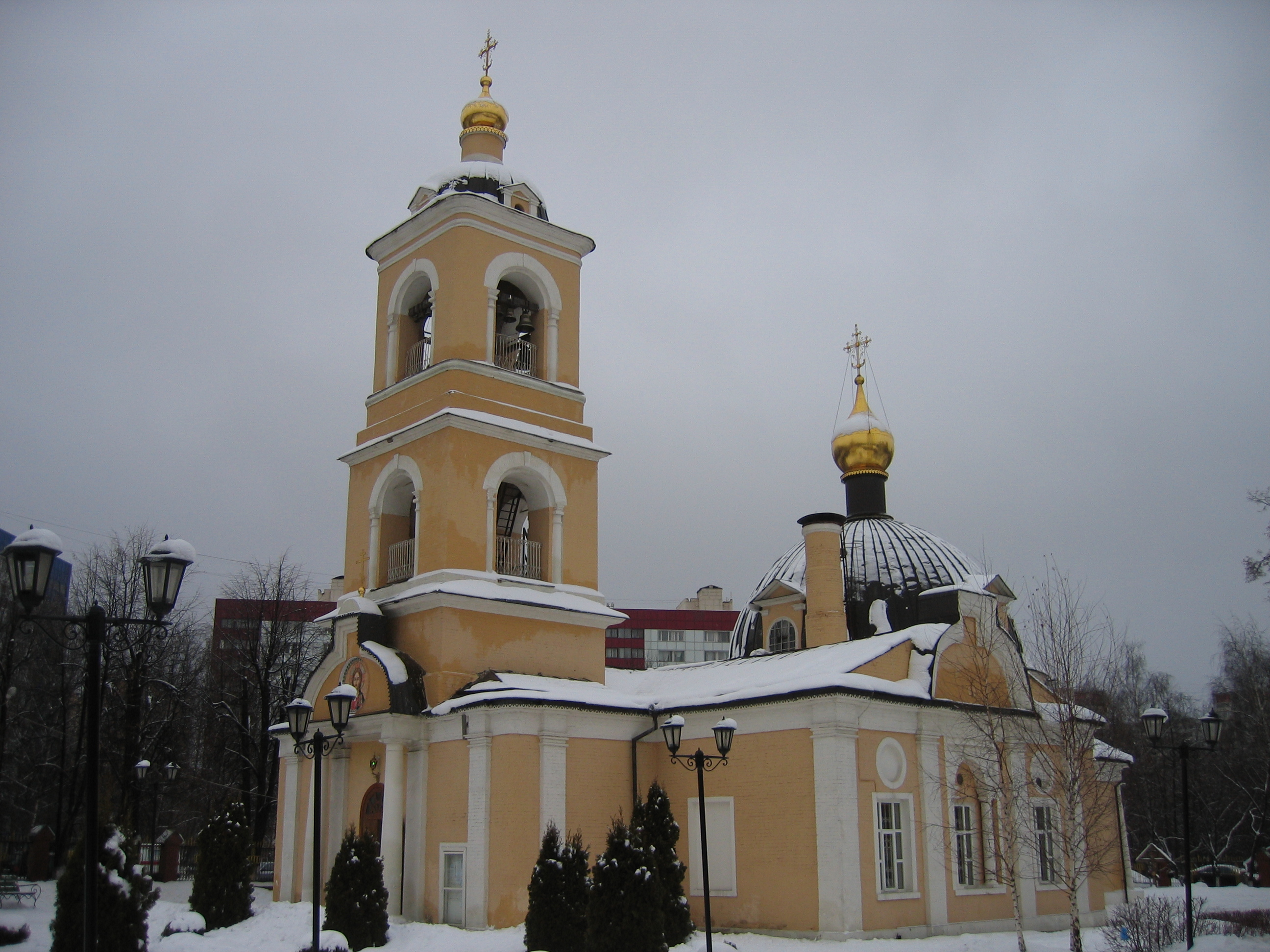
Гребнівська церква

Серед історичних споруд, що збереглися: Гребнівська церква (1802), будівлі вокзалу (кінець XIX ст.) і контори колишнього цегляного заводу В. І. Якунчикова (1887, нині краєзнавчий музей).

## Музеї
У Одинцовському районі є декілька музеїв: історико-краєзнавчий музей, будинок-музей Б. Л. Пастернака та М. М. Пришвіна

## Міське поселення
Місто Одинцово є центром однойменного міського поселення до складу якого входять місто
- Одинцово (нас. Станом на 2006 рік — 140 439)

Селища
- Селище абонентного ящика 001 (19)
- Будинку відпочинку «Озера» (193)
- Будинку відпочинку МПС «Берізка» (1)
- Червоний Жовтень (2)
- Лохинський 2-й (19)
- Москворіцького Ліспаркгоспу (43)
- Трьохгорка (100)

Села
- Акулово (239)
- Вирубово (194)
- Глазиніно (86)
- Губкіно (101)
- Ізмалково (97)
- Лохіно (112)
- Мамоново (703)
- Німчиновка (1749)
- Передєлки (132)
- Ромашково (741)

Хутори
- Никонорово (29)
- Одинцовський (80)

## Символіка
Місто Одинцово має власну символіку: герб та прапор, їх сучасна версія була ухвалена 25 листопада 2009 року. В основі міської геральдики зображення срібного оленя, який лежить на зеленій траві.

## Населення
| Рік  | тис. чол | рік  | тис. чол | рік  | тис. чол | рік  | тис. чол |
| ---- | -------- | ---- | -------- | ---- | -------- | ---- | -------- |
| 1926 | 2.1      | 1979 | 101.4    | 2000 | 127.4    | 2010 | 109.6    |
| 1939 | 12.5     | 1982 | 109      | 2001 | 126.8    | 2011 | 138.9    |
| 1959 | 20.3     | 1986 | 118      | 2003 | 134.8    | 2012 | 137.6    |
| 1967 | 43       | 1989 | 125.1    | 2005 | 133.2    | 2013 | 137.8    |
| 1970 | 67.4     | 1992 | 129.2    | 2006 | 131.8    | 2014 | 140.4    |
| 1973 | 69       | 1996 | 128.7    | 2007 | 130.1    |      |          |
| 1976 | 89       | 1998 | 128.0    | 2008 | 129.0    |      |          |

## Міста-партнери
- Новополоцьк (Білорусь)
- Бердянськ (Україна)
- Керч (Україна)
- Кізляр (Росія)
- Анадир (Росія)
- Вітмунд (Німеччина)
- Крушевац (Сербія)